# 使動語態
使動語態或致使语态（英語：Causative voice，縮寫爲CAUS）或使役語態（羅馬化：Siekitai）乃常見語態之一，亦簡稱使動態、致使態、使役態等。使役可使得述宾構式增加論元，意思上表示一個主體引起某人或某物變成某種狀態，或引起非自願的的狀態變化。通常在一個由主謂賓（SVO）的句子中引入新的論元使役者A，而原來的主語S則降格爲賓語O。使動構造可以使動詞昇價。這樣的語法構造，稱爲致使結構。在古漢語研究中，又稱爲使動用法。
根據語言表達使動的方式各異：有些語言含有詞彙化的使動語態，稱之爲使役動詞（如英語「躺下」對「放平」）。有些語言有詞法機構，通過詞形變化或者增減詞綴，來將普通動詞轉變爲使役動詞（如日語「吃」對「讓……吃」）。有些語言使用助動詞（輕動詞）或介詞等週邊表達（如中文「快樂」對「使……我快樂」）。

## 例子

### 現代漢語
現代漢語中有五種句式用以表達致使結構：“使”字句、“把”字句、“得”字句、使動句、使成句。

#### “使”字句
學習
V.學習.NMLZ
使
PREP.CAUS
我
PRO.1SG
快樂
ADJ.快樂
學習使我快樂。

#### “把”字句
他
PRO.3SG
把
PREP.CAUS
碗
碗
𤭢
V.打碎
了
PTCL.PERF
他把碗打碎了。

### 現代日語
現代日語中，有詞彙化的使動用法，也有生產的後綴（在日語學中稱爲助動詞）。

#### 詞彙化的使役
okaasan
媽媽
wa
TOP
kodomo
孩子
ni
POST.DAT
fuku
衣服
wo
POST.ACC
kise-ta
使……穿上.CAUS-PST
媽媽給孩子穿上衣服。

#### 使役助動詞
okaasan
媽媽
wa
TOP
kodomo
孩子
ni
POST.DAT
fuku
衣服
wo
POST.ACC
ki-sase-ta
穿-CAUS-PST
媽媽讓孩子穿上衣服。